# Bushmeat
Bushmeat er et begreb som særligt benyttes i dele af Afrika og i Asien, om kød fra vilde dyr. Det kan omfatter alt fra øgler, flagermus og rotter til større pattedyr som antilope, bøffel og aber.
Traditionen med bushmeat er undertiden blevet betragtet som en trussel mod den biologiske mangfoldighed, og er også udgangspunkt for spredning af tropiske sygdomme. En årsag til spredning af ebola og i 2020 COVID-19 kan have været markeder for bushmeat.